# هیدروژن ایزوسیانید
هیدروژن ایزوسیانید (به انگلیسی: Hydrogen isocyanide) با فرمول شیمیایی HNC یک ترکیب شیمیایی با شناسه پاب‌کم ۶۴۳۲۶۵۴ است. که جرم مولی آن ۲۷٫۰۳ g/mol می‌باشد. 